# San José de Atenas
San José es un distrito del cantón de Atenas, en la provincia de Alajuela, de Costa Rica.

## Geografía
San José cuenta con un área de 13,47 km² y una altitud media de 738 m s. n. m.

## Demografía
Para el año 2022, San José cuenta con una población estimada de 2485 habitantes, y para el último censo efectuado, en 2011, San José contaba con una población de 1940 habitantes.

## Localidades
- Cabecera: San José Sur
- Poblados: Alto Cima, Alto López, Legua, San José Norte, Torunes, Vainilla.

## Transporte

### Carreteras
Al distrito lo atraviesan las siguientes rutas nacionales de carretera:
- Ruta nacional 135